# 小圓斑球背象鼻蟲
小圓斑球背象鼻蟲（学名：Pachyrhynchus tobafolius）为象鼻蟲科球背象鼻蟲屬下的一个种。